# Avatar, le dernier maître de l'air
Pour les articles homonymes, voir Avatar et Avatar : le dernier maître de l'air (homonymie).
Ne doit pas être confondu avec Le Dernier Maître de l'air ou Avatar, le dernier maître de l'air (série télévisée).
Avatar, le dernier maître de l'air ou Avatar : La Légende d'Aang (communément appelée Avatar) (Avatar: The Last Airbender ou Avatar: The Legend of Aang) est une série télévisée d'animation américaine en 61 épisodes de 23 minutes créée par Michael Dante DiMartino et Bryan Konietzko et diffusée entre le 21 février 2005 et le 19 juillet 2008 sur Nickelodeon.
En France, la série a été diffusée le 27 août 2005 sur TF1 et diffusé quelques années plus tard, le 16 septembre 2006 jusqu'en 2014 sur Nickelodeon France et depuis janvier 2007 sur Game One, et au Québec à partir du 28 août 2006 sur Vrak.TV.
Se déroulant dans un monde fictif fortement inspiré de la culture et du folklore chinois, la série suit les aventures de Aang, successeur d'une longue lignée d'Avatars, maîtres des Quatre éléments, et de ses amis dans leur quête pour sauver le monde de l'impitoyable Nation du Feu, et restaurer l'équilibre des éléments. La série a été écrite à la manière d'une collection livresque, chacun des épisodes représente un « chapitre » et chacune des saisons, un « livre ». La série présente une riche variété culturelle ainsi qu'une forme de démarche initiatique à travers l'évolution de ses personnages.
Initialement prévue pour novembre 2004, la série débuta à la télévision le 21 février 2005. L'émission attire 4,4 millions lors de son record d'audience. Le succès de la série a incité Nickelodeon à commander une seconde saison et une troisième fut annoncée en 2007.
Une adaptation cinématographique de la première saison de la série animée, réalisée par M. Night Shyamalan, est sortie en 2010 sous le titre Le Dernier Maître de l'air.
Une suite comprenant 52 épisodes intitulée La Légende de Korra, mettant en scène le nouvel avatar en la personne d'une jeune fille issue de la tribu de l'eau, est diffusée du 14 avril 2012 au 19 décembre 2014 sur la chaîne Nickelodeon et son site de streaming.
Une adaptation en live action de la série est diffusée sur Netflix. La première saison, diffusée le 22 février 2024, contient 8 épisodes d'envion 40 à 60 minutes.

## Synopsis
Prisonnier à l'intérieur d'un iceberg pendant un siècle, Aang, maître de l'air d'une douzaine d'années, est libéré des glaces par deux jeunes membres de la tribu de l'eau du pôle Sud.
Aang a une destinée hors du commun : il est l'Avatar, chargé de maintenir l'équilibre entre les maîtres des quatre éléments. Ceux-ci sont répartis en quatre civilisations : les tribus de l'eau, le royaume de la terre, la nation du feu et les nomades de l'air.
Toutefois, sa tâche se complique lorsqu'il découvre que la nation du feu a profité des cent ans passés pour semer la guerre et la destruction. Et ce, pour étendre son emprise sur les trois autres peuples. Aang est le seul à pouvoir rétablir l'ordre au sein de l'univers. Néanmoins, il doit commencer par apprendre à maîtriser les trois autres éléments. C'est le seul moyen d'atteindre son but. Il commencera par l'eau, ensuite la terre et enfin le feu.

## Distribution
Sauf indication contraire, les informations mentionnées dans cette section peuvent être confirmées par la base de données cinématographiques IMDb,  présente dans la section « Liens externes ».

### Personnages principaux
- Zach Tyler Eisen : Aang
- Mae Whitman : Katara
- Jack DeSena : Sokka
- Dante Basco : Zuko
- Jessie Flower : Toph
- Mako (Livres 1 & 2) puis Greg Baldwin (Livre 3) : Iroh
- Grey DeLisle : Azula
- Dee Bradley Baker : Appa et Momo[5]

### Personnages secondaires
- Jennie Kwan (en) :	Suki (saisons 1 à 3)
- Mark Hamill : Seigneur du feu "Roi Phénix" Ozai (saisons 1 à 3)
- André Sogliuzzo : Hakoda, chef de la tribu de l'eau du Sud (saisons 1 à 3)
- Johanna Braddy : Princesse Yue de la tribu de l'eau du Nord (saisons 1 à 3)
- James Garrett : Avatar Roku (saisons 1 à 3)
- Richard McGonagle : Bato, guerrier de la tribu de l'eau du Sud
- Jason Isaacs : amiral Zhao (saison 1)
- Cricket Leigh : Mai (saisons 2 et 3)
- Olivia Hack (en) : Ty Lee (saisons 2 et 3)
- Clancy Brown : Long Feng (saison 2)
- Phil LaMarr : Kuei, le roi de la Terre[6] (saison 2)

### Invités
- Rene Auberjonois : le Mécaniste  (saisons 1 et 3)
- George Takei : le gardien[7] (saison 1)
- Lauren Tom : Jon Dee[7] (saison 2)
- Hector Elizondo : Wan Shi Tong[7] (saison 2)
- Daniel Dae Kim : général Fong[7] (saison 2)
- Tinashe : On Ji[7] (saison 3)
- Robert Patrick : Piandao[8] (saison 3)
- Ron Perlman : Sozin[7] (saison 3)
- Tress MacNeille : Hama[9] (saison 3)
- Serena Williams : Ming[7] (saison 3)
- Rachel Dratch : l'actrice qui joue Aang[7] (saison 3)

### Version française
- Gwenaël Sommier : Aang
- Laura Préjean : Katara
- Tony Marot : Sokka
- Alexis Tomassian : Zuko
- Lucile Boulanger : Toph / Ty Lee
- Marc Cassot : Iroh
- Bernard Gabay : Zhao
- Pascal Germain : Ozai / Hakoda (voix de remplacement)
- Sylvain Lemarié : Demi-Portion / Tyro / Sozin / Chit Sang / La tortue-lion géante / Ozai (épisode 12)
- Olga Sokolow : Azula / Kyoshi (1re voix) / Ursa (1re voix) / Suki (voix de remplacement) / Ying (épisodes 32 et 33)
- Marie-Eugénie Maréchal : Suki (voix principale) / Mai / Joo Dee / Jun (2e voix) / Kyoshi (2e voix) / Ursa (2e voix)
- Patrice Baudrier : Hakoda / Capitaine Pirate / Maître Pakku (Voix de remplacement) / Ozai (épisode 20)
- Pierre-François Pistorio : Long Feng / Gourou Pathik / Maître Pakku (voix principale) / Xin Fu (voix de remplacement) / Ozai (épisode 27) / Ministre Qin (2e voix) / Piandao (2e voix)
- Patrick Préjean : Gyatso, le maître de Aang / Roi Bumi (1re voix)
- Donald Reignoux : Pesticide
- Axel Kiener : Jet / Haru
- Serge Faliu : Xin Fu / Jeong Jeong / Lieutenant Jee
- Pascal Renwick : Chef Arnook / Koh, le voleur de visages
- Patrick Mancini : Hahn / Maître Yu / Le roi de la Terre / Due / Roi Bumi (2e voix) / Piandao (1re voix)
- Véronique Augereau : Lo et Li / Hama
- Marie-Martine : Mabuba, la grand-mère de Katara
- Pierre Tessier : Le père de Toph / Pr Zei / Tho (1re voix)
- Gabriel Le Doze : Tho (2e voix) / Le chef des guerriers du Soleil / Le directeur du Rocher Bouillant
- Sylvie Jacob : Jun (1re voix)
- Georges Caudron : Ministre Qin (1re voix) / Bato
- Fabrice Josso : Teo
- Sophie Riffont : Mère de Toph (épisode 26) / Sela (épisode 27) / Mai (épisode 28)
- Victor Naudet : Zuko enfant (épisode 27)
- Céline Mauge : L'actrice jouant le rôle de Aang (épisodes 57 et 58)

 Source et légende : version française (VF) sur RS Doublage

## Accueil
Avatar : le dernier maître de l'air lors de sa diffusion en 2005 est un véritable succès aux États-Unis, se classant régulièrement parmi les programmes les mieux notés pour chaque diffusion inédite enregistrant des audiences records, Il rassemble plus de 4,1 millions de téléspectateurs à chaque épisode, dont le plus regardé atteint 5,6 millions de téléspectateurs. En 2005 elle a été parmi les 10 séries d'animation les plus regardées du pays avec une moyenne de 7,6 millions de téléspectateurs au total. Devenant cette même année le deuxième meilleur programme de Nickelodeon jusqu'en 2007,,,. Faisant partie des séries télévisées les plus visionnées du pays de 2005 à 2007, elle a été numéro 1 auprès des adolescents de 10 à 14 et des enfants de 9 à 11 ans.
Elle a également connu un succès international, où elle a fait partie des meilleurs émissions de télévision au monde de 2005 à 2007. Elle était aussi le programme de Nickelodeon le mieux noté en Allemagne, Indonésie, en Malaisie, aux Pays-Bas, en Belgique et en Colombie. Dans quasiment tous les autres pays Avatar est classé dans les trois meilleurs émissions de Nickelodeon.
Elle a remporté le trophée de la meilleure série d'animation aux Kids' Choice Awards en 2008, un exploit considéré pour beaucoup surréaliste.

### Réception et critiques
Le programme a été acclamé par tous, avec un score critique de 100 % sur Rotten Tomatoes sur la base de 23 critiques. Max Nicholson d' IGN l'a qualifié de « incontournable » et l'a décrit comme « l'une des plus grandes séries animées de tous les temps ». Un grand nombre d'artistes et de personnalités feront l'éloge de la série pour son intrigue, sa production et sa capacité à attirer autant les enfants que les adultes.

## Intrigue
Dans un monde où les humains maîtrisent les éléments (l'eau, la terre, le feu et l'air), quatre peuples se partagent la planète : la Nation du Feu qui habite un continent à l'ouest, le Royaume de la Terre qui habite l'est, les Tribus de l'Eau qui habite les pôles et les marais du Royaume de la Terre, et les Nomades de l'Air qui comme en témoigne leur nom, sont nomades et se déplacent alternativement entre quatre temples situés au nord, au sud, à l'est et à l'ouest du monde. Les nations de la Terre et du Feu sont les plus puissantes, la Nation du Feu utilise entre autres des navires blindés à charbon pour faire la guerre à toutes les autres nations, particulièrement le Royaume de la Terre qui est son principal adversaire. Les Maîtres de la Terre qui sont faits prisonniers sont envoyés en exil sur des plates-formes marines en acier pour éviter qu'ils ne s'évadent. L'armée du Feu est disciplinée et puissante, et se bat pour le contrôle du monde. Tout cela va à l'encontre du principe d'équilibre qui régit ce monde, c'est pourquoi l'Avatar doit mettre un terme à cette guerre. Mais il a été absent pendant cent ans, et il doit en plus apprendre à maîtriser les éléments.

### Création
Avatar, le dernier maître de l'air a été co-créé et coproduit par Michael Dante DiMartino et Bryan Konietzko au sein du studio d'animation de Nickelodeon à Burbank, en Californie. Cette série a été animée en Corée du Sud. Le premier épisode d’Avatar a été créé six ans après sa conception initiale, une période beaucoup plus longue que la moyenne des séries animées. Même si elle fut initialement montrée en avant-première en novembre 2004, le premier épisode d’Avatar n'a été diffusé qu'en février 2005. Après le dénouement de la première saison, Nickelodeon commanda immédiatement une seconde saison de vingt épisodes qui a été diffusée pour la première fois le 17 mars 2006. Elle s'est achevée le 1er décembre. Une troisième saison est diffusée aux États-Unis depuis le 21 septembre 2007.

### Prémices
Avatar, le dernier maître de l'air se déroule dans un monde imaginaire, habité par des humains, des animaux fantastiques et des esprits surnaturels. La civilisation humaine est composée de quatre peuples : la tribu de l'eau, le royaume de la terre, la nation du feu et les nomades de l'air.
Au sein de chaque peuple, un ordre de femmes et d'hommes appelés « maîtres » ont la capacité de manipuler leur élément d'origine. Leurs disciplines allient les arts martiaux et le mysticisme lié aux forces naturelles. Elles portent les noms de : la maîtrise de l'eau, la maîtrise de la terre, la maîtrise du feu et la maîtrise de l'air.
En un cycle continu, une personne est capable de contrôler les quatre éléments. Elle est l'Avatar, l'esprit de la lumière incarnée sous la forme d'un être humain. Quand l'Avatar meurt, il se réincarne en un nouveau-né dans le peuple qui suit le sien, dans l'ordre des saisons : Hiver pour l'Eau, Printemps pour la Terre, Été pour le Feu et Automne pour l'Air. Si la tradition veut que l'Avatar apprenne à maîtriser les éléments dans l'ordre, en commençant avec son élément d'origine, ceci peut être transigé quand la situation l'oblige. L'apprentissage du contrôle de l'élément opposé à l'élément d'origine est extrêmement difficile, car des maîtrises opposées sont basées sur des styles de combats et des doctrines opposées.
L'Avatar possède un pouvoir intrinsèque unique, l'état d'Avatar. C'est un mécanisme de défense qui confère à l'Avatar les compétences et la connaissance de tous les Avatars antérieurs. Quand l'Avatar entre dans cet état, ses yeux et ses éventuels tatouages s'illuminent. Cet éclat est la combinaison de toutes ses précédentes incarnations qui concentrent leur énergie à travers son corps. Cependant, si l'Avatar est tué lorsqu'il est en transe, alors le cycle de réincarnation est brisé, et l'avatar cessera alors d'exister à jamais.
À travers les âges, les innombrables incarnations de l'Avatar ont permis de garder les Quatre Peuples en harmonie et de maintenir l'ordre universel. L'Avatar est aussi l'unique passerelle entre le monde physique et le monde spirituel, séjour des esprits défunts.
Dans la suite de la série, La Légende de Korra, on apprend que l'avatar est le résultat de la fusion d'un humain ordinaire (Wan) et de Raava, l'esprit de la lumière. Leur union avait pour but de battre Vaatu, l'esprit des ténèbres involontairement libéré par Wan, afin d'éviter qu'il ne répande les ténèbres sur le monde. Au début, l'alliance de l'humain et de l'esprit de la lumière ne devait être que temporaire, Raava prêtait à Wan la maîtrise des éléments pour qu'il puisse réparer sa faute, mais face à Vaatu, ils n'eurent pas d'autre choix que de fusionner pour enfermer Vaatu dans le monde des esprits. En faisant cela, Wan est devenu le porteur de l'esprit de la lumière, lui donnant la capacité de maîtriser tous les éléments, de faire appel à l'esprit de la lumière pour renforcer ses pouvoirs (c'est l'état d'avatar) et de pouvoir aller dans le monde des esprits. Lorsque Wan mourut bien des années plus tard, alors que le monde était à nouveau en proie aux conflits entre les différents royaumes humains, Raava le quitta et alla fusionner avec un nouveau-né d'une tribu différente, entamant ainsi le cycle de réincarnations de l'Avatar.

### Résumé de l'intrigue
Un siècle avant le début de la série, Aang, un jeune maître de l'air âgé de 12 ans vit parmi les siens, les nomades du temple de l'air austral.
Sa vie bascule lorsque les moines du temple lui apprennent qu'il est le nouvel Avatar. Généralement, l'Avatar est mis au courant de sa véritable identité à l'âge de 16 ans. Toutefois, les moines pressentent que la guerre menace. Jugeant que l'Avatar sera très certainement bientôt appelé à maintenir l'équilibre entre les quatre Éléments, ils décident de commencer le plus tôt possible son enseignement des maîtrises élémentaires, essentiel pour remplir sa tâche. Gyatso, l'un des plus vénérables moines, est chargé d'être le précepteur de Aang. Cependant, ses pairs pensent qu'il privilégie trop les moments de détente et qu'il est trop proche du garçon pour être un bon professeur. Ils décident de les séparer en envoyant l'Avatar au temple de l'air oriental, où il pourra parfaire sa formation.
Hélas, Aang découvre les projets des moines. Désorienté, apeuré, et accablé par ces évènements récents et ses nouvelles responsabilités en tant qu'Avatar, il s'enfuit du temple sur son bison volant, Appa. Tandis qu'il vole au-dessus des eaux glacées de l'océan Austral, une soudaine tempête provoque la chute d'Appa dans la mer. Aang entre inconsciemment dans l'état d'Avatar. Il crée alors une bulle qu'il congèle pour protéger Appa et lui-même. Toutefois, la tempête transporte la bulle au voisinage du pôle Sud, empêchant son dégel, maintenant les deux compagnons dans un état de biostase (vie suspendue ou mort apparente).
La série commence cent ans plus tard. La nation du feu, profitant de l'apparente disparition de l'Avatar, a acquis une puissance sans précédent et menace de remporter la guerre qu'elle a déclenchée. Les tribus de l'eau vivent des temps difficiles : les hommes de la tribu du pôle Sud sont partis prêter main-forte au royaume de la terre; et la tribu du pôle Nord, quasiment intacte, se cloître derrière les murs de glace de sa cité, attendant une lutte qui semble inévitable. Le vaste royaume de la terre est devenu, plus que jamais, le symbole de la résistance à la nation du feu. Il semble être le seul à pouvoir tenir tête aux Fils du feu. Ceux-ci ne cessent pourtant pas de remporter de nouvelles victoires et, au sein des rangs des défenseurs de la liberté, l'espoir d'une victoire s'amenuise un peu plus chaque jour.
Deux adolescents de la tribu de l'eau du pôle Sud — Katara, une maître de l'eau inexpérimentée, et son frère Sokka, un jeune guerrier, devenu, depuis le départ de tous les hommes, le gardien de la tribu — découvrent et libèrent Aang et Appa de leur iceberg. Aang apprend assez tôt et à sa plus grande stupéfaction que, durant ses cent ans d'absence, la guerre a ravagé le monde. L'année même de sa disparition, l'ancien Seigneur du feu Sozin a tiré un grand avantage de l'absence de l'Avatar et du passage d'une comète. Ces deux évènements lui ont permis de lancer une lutte contre les trois autres peuples. Pour l'infini désarroi de Aang, la première manœuvre tactique de la nation du feu a été un assaut génocidaire sur les nomades de l'air. Les temples de l'air furent assaillis et tous les Fils de l'air furent massacrés. Le but de cette attaque était d'empêcher que l'Avatar ne se réincarne, s'il ne l'avait pas encore fait, dans un nomade, comme il aurait dû l'être, sa dernière forme étant celle d'un maître du feu. Ce massacre a fait de Aang l'ultime maître de l'air encore en vie et connu à ce jour.
En tant qu'Avatar, la tâche de Aang est de rétablir la paix et l'harmonie entre les quatre peuples. Il sera aidé dans sa tâche par ses nouveaux amis, Katara et Sokka, son bison Appa et son lémur volant Momo, et, plus tard, par une jeune fille maître de la terre aveugle, appelée Toph. Ensemble, ils parcourront le monde pour aider Aang à maîtriser les quatre éléments. À leur suite se lancera toute la nation du feu, dont les plus dangereux représentants sont le prince Zuko et sa sœur, la princesse Azula.
Bien que des années d'entraînement méthodique soient requises pour maîtriser une seule des quatre disciplines, Aang doit les contrôler toutes afin de pouvoir défaire le seigneur du feu Ozai. Le temps presse. Aang doit accomplir sa mission avant la fin de l'été, lorsque reviendra la comète de Sozin, qui renforcera les pouvoirs des fils du feu et leur permettra certainement de gagner la guerre. Si cela arrive, l'équilibre du monde sera brisé et même l'Avatar ne pourra le rétablir.

## Personnages

### Personnages principaux
Aang
Âgé de 12 ans, il est le dernier Maître de l'Air et le nouvel Avatar. Ayant passé 100 ans prisonnier d'un iceberg, dans un état de biostase, il a aujourd'hui 112 ans, mais n'a pas pris une ride. Il est le personnage principal de la série. En tant qu'Avatar, il doit maîtriser les Quatre Éléments pour arrêter la guerre déclenchée par la Nation du Feu et le seigneur du feu Ozai et ramener la paix et l'harmonie entre les Quatre Peuples.
Aang adore voyager et il est toujours heureux d'apprendre de nouvelles choses. Il adore les animaux, il possède un certain lien avec eux. Malgré ses 112 ans, il a encore un esprit de garçon de 12 ans. Il ne manque donc jamais une occasion de s'amuser. Particulièrement doué, il est le plus jeune maître de l'air de l'histoire de son peuple. Traumatisé par le génocide des siens il portera toute sa vie la tristesse de cette perte et continuera à observer et maintenir sa culture.
Katara
Jeune fille de 14 ans, jeune sœur de Sokka apprentie Maîtresse de l'Eau au début de la série. Originaire de la tribu de l’eau du pôle sud, elle se perfectionne en suivant les leçons du grand Maître Pakku, au Pôle Nord, accompagnée de son ami l’avatar Aang. Elle apprend également involontairement une autre maitrise, celle du sang (possible uniquement lors de la pleine lune, le moment où les maîtres de l’eau sont les plus puissants) qu'elle redoute et refuse d'utiliser, avec une ancienne maîtresse de l’eau de sa tribu, Hama.
Katara est mature et responsable. Elle se préoccupe des autres et elle est prête à mener le groupe quand les choses tournent mal. Elle est aussi le Maître d'Aang dans son apprentissage de la Maîtrise de l'Eau. Elle a été très marquée par la mort de sa mère, tuée par la Nation du Feu. Elle porte un collier qu'elle lui a offert pour ne jamais oublier qui est la cause de cette souffrance.
Sokka
Âgé de 15 ans, c'est un guerrier de la Tribu de l'Eau du Pôle Sud et le frère de Katara. Contrairement à Aang, Katara et Toph, Sokka ne contrôle pas d'élément, mais la série lui laisse plusieurs opportunités de démontrer sa principale qualité : son esprit d'invention et son courage en tant que guerrier, il est aussi un excellent stratège, ingénieux et plein de ressources en toutes circonstance, compensant ainsi sa non maîtrise. Plutôt piètre soldat au début, ses aventures lui permettent d'améliorer ses capacités, notamment lorsqu'il rencontre les guerrières Kyoshi, dont il suit l'enseignement. Il affûta également ses capacités de guerrier auprès d'un maître de l'épée.
Sokka se décrit comme « sarcastique ». Il est fier de sa résistance mentale et physique, bien qu'il soit souvent éclipsé par la capacité des autres à contrôler un élément.
Zuko
Fils du Seigneur du Feu âgé de 16 ans, il a été banni. Il a autrefois dérangé le Conseil de Guerre de la Nation en critiquant un plan qui aurait entraîné la mort de toute une légion de jeunes soldats. En plus de cette insolence, il provoqua l'instigateur du projet en duel, persuadé de pouvoir le battre. Cependant, en critiquant un général lors du Conseil de Guerre, son propre père considéra que c'est le Seigneur du Feu lui-même que le garçon critique. Le jour du combat, dès qu'il s'en aperçut, Zuko présenta ses excuses. Ozai, irrité par cette marque de faiblesse, le défigura et le condamna à l'exil. Il ne pourra revenir et retrouver son honneur qu'en capturant l'Avatar.
Pour capturer ce dernier, il est prêt à contrecarrer les plans de Zhao, un amiral de la nation du feu, lors du siège du Nord. Ses nombreux échecs face à l'Avatar annulent cependant toute possibilité de recouvrer son honneur, et sa propre sœur est envoyée pour lui régler son compte une fois pour toutes.
Au fil des épisodes, certaines questions envahissent Zuko. Il s'interroge sur le but de sa vie et montre différentes facettes de sa personnalité. Il se retrouve tourmenté par les plans malfaisants de sa sœur Azula, profondément désespéré à retrouver l’honneur de son père. Son exil et la révélation impliquant que son ancêtre était le précédent Avatar le font réfléchir ;Il ne sait pas dans quel camp se situer : celui de son père ou celui de l'avatar. Dans son enfance, il a été choqué par la disparition de sa mère. Il finit par rejoindre l'avatar et se lie d'amitié avec le groupe, prenant ainsi part à la défaite du seigneur du feu.
Toph
Fille aveugle âgée de 12 ans, elle est un Maître de la Terre exceptionnel. En raison de sa cécité, ses parents l'ont vue comme une petite fille impuissante et délicate, mais c'est faux : elle voit grâce aux vibrations qu'elle perçoit au contact avec son élément. Elle a fui la demeure familiale et s'est jointe à la bande de l'Avatar dans le livre 2 pour enseigne à Aang la Maîtrise de la Terre.
Toph est férocement indépendante et elle est fière de sa Maîtrise de la Terre. Elle a une certaine aversion pour les règles qu'elle trouve absurdes. Disposant d'excellentes aptitudes au combat, elle est - de par ses origines familiales - très au fait des usages et habitudes de la haute société. Surprotégée par des parents qui la considéraient comme faible, elle en a conçu une aversion croissante pour le moindre geste de pitié envers elle, même dans le cas d'un geste amical. Malgré son courage et sa détermination, il lui arrive de se sentir blessée lorsqu'elle est insultée par rapport à son apparence physique.
Elle est la première à maîtriser également l'élément complémentaire de la Terre, le métal. Elle est également capable de détecter le mensonge en sentant les battements cardiaques de ses interlocuteurs grâce à son don.
Iroh
Frère aîné du Seigneur du Feu, général respecté et oncle de Zuko et d'Azula, il était destiné au départ à être le seigneur du feu, poste usurpé par son frère. Il est surnommé le Dragon de l'Ouest, car il aurait tué le dernier des dragons, bien qu'en réalité il l'ait laissé vivre tout en prétendant l'avoir tué pour que celui-ci vive en paix. Il assiégea autrefois la capitale du Royaume de la Terre, Ba Sing Se et il fera un voyage dans le monde des esprits durant cette période. Il abandonna le siège lorsque son fils, Lu Ten, fut tué. Définitivement changé par cet incident, il accompagna Zuko en exil, le considérant comme son propre fils. Il l'aide du mieux qu'il peut dans ses tentatives de capture de l'Avatar et il est aussi un sage professeur pour le jeune prince, qui est empli de rage et de haine.
Bien que faisant partie de la Nation du Feu et de la famille impériale, Iroh est plus sage et juste que la plupart des membres de sa famille et se garde de leur soif de conquête et de domination, gardant une philosophie plus harmonieuse ainsi qu'un rapport au monde plus global. Il n'hésitera pas à s'opposer ouvertement au général Zhao lors de l'attaque du Pôle Nord, lorsque ce dernier essaya une première fois de tuer l'esprit de la Lune, menaçant par ce geste l'équilibre du monde. Par la suite, il se battra seul face à Azula, Zuko et les membres du Dai-li pour permettre à Katara et à Aang de s'enfuir de Ba-Sing-Se. Enfin, en tant que chef de l'Ordre du Lotus Blanc, il mènera l'offensive qui ironiquement, libérera du joug de la Nation du Feu cette même capitale du Royaume de la Terre qu'il échouât à conquérir par le passé.
Après le siège du Pôle Nord, Ozaï considère que l'échec de cette bataille est encore une fois la faute d'Iroh, qui n'était pourtant qu'un simple conseiller du commandant principal, Zhao. Il décide donc de le ramener sur ses terres et de le garder à l'œil. Réalisant qu'ils ne pourront jamais retrouver leur honneur aux yeux de leur seigneur, Iroh et Zuko se rendent à Ba Sing Se en simples réfugiés, espérant y commencer une nouvelle vie. Iroh rêve d'avoir son propre salon de thé. Il a en effet une infinie passion pour ce breuvage aux multiples saveurs.
Azula
Fille du Seigneur du Feu âgée de 14 ans, c'est une experte dans le maniement du Feu et son élément supérieur, la Foudre. Après l'échec du siège du Pôle Nord, elle a été chargée par son père de ramener Zuko et Iroh jusqu'au territoire de la Nation afin qu'ils soient enfermés et ne causent plus aucun problème. Tyrannique commandante que rien n'arrête, elle échoue dans sa tentative de capturer son frère et son oncle. Elle décide dès lors de faire main basse sur l'Avatar, pour recevoir tous les honneurs de cette prestigieuse victoire et les enlever à son frère. Manipulatrice, sans scrupule et brillante tacticienne, elle déjoue facilement les pièges et arrive à faire tourner toutes les situations à son avantage.
Elle forme une équipe avec ses amies d'enfance (Mai, une experte du maniement de shurikens et Ty Lee, une contorsionniste experte des points de pression) et se lance à la poursuite Aang et ses amis, tout en supervisant l'invasion du Royaume de la Terre. Azula se révèle être un personnage complexe, torturé, sombrant petit à petit dans la paranoïa. Dominante et ambitieuse, elle finira par s'isoler à la suite de la trahison de ses meilleures amies. Elle révèle également avoir un complexe envers sa mère, pensant qu'elle la prenait pour un monstre et préférait son frère. Sa soif de pouvoir la dévorera progressivement jusqu'à sa chute face à Katara.

## Créatures
Les créatures, généralement composées de 2 animaux existant (l'ours-ornithorynque, la chauve-souris-loup), sont omniprésentes dans la série. Aang et ses compagnons les découvriront au fur et à mesure de leur aventure.
Parmi les plus importantes, on peut citer :
- Taupes-Blaireaux (domaine: maîtrise de la terre): ce sont les premiers maîtres de la terre, qui enseigneront à Oma et Shu la maîtrise de la terre. Les Taupes-Blaireaux sont aveugles et vivent sous terre, c'est d'ailleurs l'une d'entre elles qui apprendra à Toph la maîtrise de la terre grâce à leur handicap commun.
- Bisons volants (domaine : maîtrise de l'air) : ce sont les fidèles compagnons des maîtres de l'air, tout comme les Lémuriens. Les Bisons-volants sont d'ailleurs les premiers maîtres de l'air. Aang, l'avatar, est ami avec l'un d'entre eux qu'il a prénommé Appa
- Dragons (domaine : maîtrise du feu) : animal-totem de la Nation du Feu, les dragons ont toutefois presque tous péri après que le Seigneur du Feu Sozin initia une chasse au dragon pour la gloire. Espèce considérée comme éteinte, il reste seulement deux représentants, protégés (ou protégeant) la Tribu du Soleil.
- Tortues-Lions (domaine : maîtrise de l'énergie). Elles ont l'apparence de tortues géantes. Créatures très anciennes et respectées même par les esprits anciens. Au début de l'humanité, elles transportaient des villes sur leurs dos pour protéger les humains des esprits. C'est elles qui donnaient aux hommes la faculté de maîtriser les éléments pour se défendre lors de leurs expéditions hors des villes.

## Influences